# Ritratto di architetto
il Ritratto di architetto è un dipinto a olio su tela di Lorenzo Lotto, datato 1540 circa e conservato a Berlino nel Gemäldegalerie.

## Storia
La tela fu realizzata, forse, come dono dall'artista durante il suo periodo veneziano e realizzata come ritratto di colui che era allora un suo grande amico, personaggio che lo aveva aiutato molte volte: Giovanni del Coro l'architetto anconitano et inzegniero habitabte in Venetia. Giovanni del Coro risulta, infatti, più volte citato nel Libro di spese che l'artista veneziano teneva puntigliosamente aggiornato, e probabilmente genitore di Giannetto da Ancona.
Giovanni risulta indicato molte volte nel registro per collaborazioni nelle committenze, piccoli prestiti che faceva all'artista e anche per la sua presenza nelle complesse transazioni monetarie. Risulta che fosse proprio lui che aiutò Lorenzo Lotto a trovare alloggio durante il suo periodo trevisano nel 1542 presso Giovanni del Savon, indicandolo come homo poco aventurato, nonché ad avvicinarlo al gioielliere Bartolomeo Carpan di cui l'artista fece il triplice ritratto. Giovanni del Coro sicuramente si fidava molto delle doti del Lotto, malgrado a Venezia, non fu mai molto considerato ma ritenuto sempre inferiore, come pittore adatto solo per le città provinciali. Sarà l'architetto ad aiutarlo nei difficili anni intorno al 1550, ormai anziano, quando si trovò in gravi restrizioni economiche che lo obbligarono a vendere, sia alcuni dipinti, i suoi gioielli, e anche i cartoni dei disegni preparatori delle tarsie di Bergamo, allestendo una lotteria e mettendoli all'incanto, che non diede però i ricavi desiderati, ma di cui l'amico aveva acquistato almeno venti biglietti.
A Giovanni del Coro, Lorenzo Lotto aveva donato un ulteriore dipinto Cristo crocifisso con i simboli della passione, come riporta lo scritto sul retro del dipinto che aveva proprio scritto il del Coro.
Il ritratto fu esposto alla mostra dedicata all'artista a Venezia nel 1953.
La tela risulta inserita nei bene del romano Vincenzo Giustiani, dove rimase fino al 1812. Venne successivamente acquistato dai Musei Statali berlinesi ed esposto solo successivamente alla seconda guerra mondiale. 

## Descrizione e stile
Inizialmente il dipinto fu considerato il ritratto di Sebastiano Serlio architetto e presente sul territorio bolognese nella prima metà del Cinquecento. Venne ipotizzato anche il ritratto di Jacopo Sansovino architetto che l'artista incontrò a Venezia nel 1540, venne anche considerata la possibilità di un suo autoritratto, cosa poco credibile. La considerazione più attendibile e che sia il ritratto dell'architetto Giovanni del Coro, suo grande amico. 
L'artista lo raffigura di tre quarti con uno sguardo cordiale, che spunta dalle falde del cappello di foggia nordica, sguardo che pare perdonare il barbone nero e importante che gli copre buona parte del volto fino a fluire sull'abito scuro e severo. Un nero mantello è appoggiato sulle sue spalle. Il soggetto tiene tra le mani quelli che sono gli strumenti del suo mestiere: un disegno arrotolato e il compasso illuminati dalla luce. L'architetto indicato come possibile eterodosso e interessato alle nuove idee luterane così presenti in Venezia in quegli anni, sarebbe, per qualche osservatore e critico, stato raffigurato con gli abiti severi secondo un canone ante litteram che però toccherà in maniera importante il soggetto.
La tela è firmata dall'artista L. Lotto. me fec. sul rotolo tenuto dal personaggio raffigurato, firma che è garanzia di autenticità ma che non consente di comprendere chi sia stato il committente e neppure la sua datazione.